# NIPPON (グラフ誌)

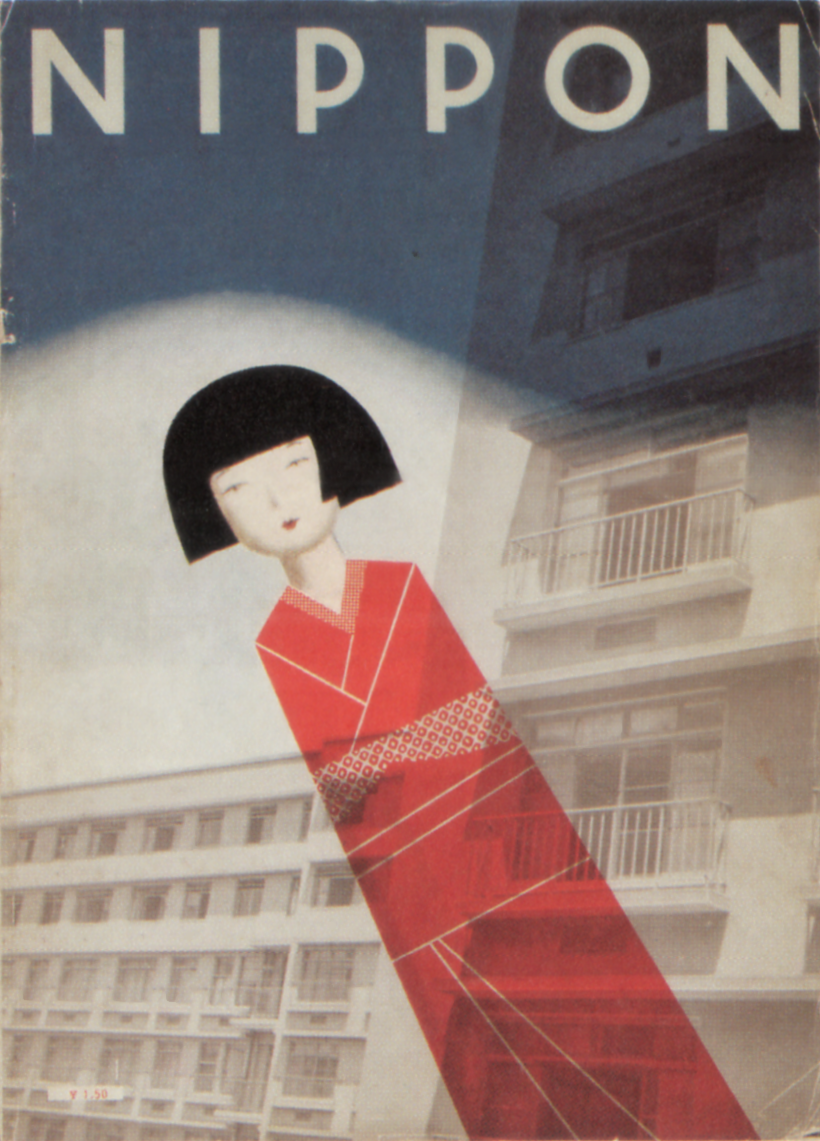
『NIPPON』創刊号表紙、表紙構成:山名文夫、表紙写真:渡辺義雄

『NIPPON』（にっぽん）とは、日本工房が編集・発行した日本のグラフ誌である。1934年 (昭和9年) 10月20日に創刊された。以後、確認されているだけで、1944年 (昭和19年) 9月までに36冊（特別号『日本の手仕事』含む）が発刊された。

## 沿革
当時、繊維貿易摩擦の渦中にあった鐘紡が出資して創刊、丸善が発売元を引き受けた。創刊号と2号までは定価1円50銭だったが、以降は1円80銭に値上げされた。判型は、28号までは四六四倍判、29号以降はA4判である。ページ数は一定しないがおおむね50から60ページ前後だった。海外向けの季刊雑誌で、8号までは英・独・仏・スペインの4カ国を使っていたが、以後は英・独・仏の3か国語に限定されることが多くなった。ただし、英語・スペイン語のみの号もある。25号 (1941年〈昭和16年〉3月刊) 以降は英語のみになり、太平洋戦争勃発後の29号 (1942年9月刊) 以降は、英語と日本語が併記されるようになった。これ以外には日本語版2冊と年鑑形式の日本語版2冊が確認されている。

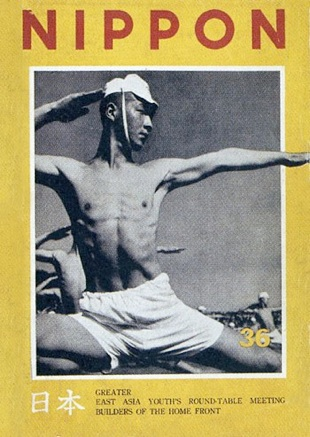
『NIPPON』第36号表紙、表紙構成:亀倉雄策、表紙写真:土門拳。確認されている限り、これが最終号である。

ワイマール期のドイツ・ウルシュタイン社での勤務経験等を生かした名取洋之助が、グラフィカルな紙面の構想を取りまとめたもので、日本をとりまく国際情勢の悪化を背景に、写真（フォトモンタージュ）を駆使して日本を紹介するグラフ雑誌として発刊された。書体、印刷、造本、紙質等も含めて、その質は極めて高い。日本の印刷技術の優秀さを海外にアピールすることもその目的のひとつであり、印刷をした共同印刷は高い技術を有していた。写真やデザインに重点を置き、インターナショナルに発言する記事も充実した、日本で初めての「海外にも誇れるグラフ雑誌」として企画された。名取が次第に活動拠点を日本から上海へ移す1938年 (昭和13年) 頃まで、『NIPPON』の製作を実質的に名取がすべて仕切っており、構成・レイアウトから印刷の仕上がりに至るまで名取から細かい指示が出されていた。
しかし、当初は思うような売り上げがなく、名取の個人資産や祖父の遺産までがつぎ込まれていた。創刊当初から関係のあった国際文化振興会 (KBS) から資金援助や業務依頼を受けたことでようやく発行維持に目途がついたが、一方で、ナイーブな日本の文化紹介を越えて、対外プロパガンダ色が強くなる原因にもなった。1937年 (昭和12年) 7月7日の盧溝橋事件以後、第2次上海事変から日中戦争へ至る戦線の拡大は、『NIPPON』が対外プロパガンダ誌としての性格を強める契機になった。特に、『LIFE』誌1937年10月4日号に掲載された1枚の写真の反響の大きさは日本の政府機関でも深刻にとらえられた。

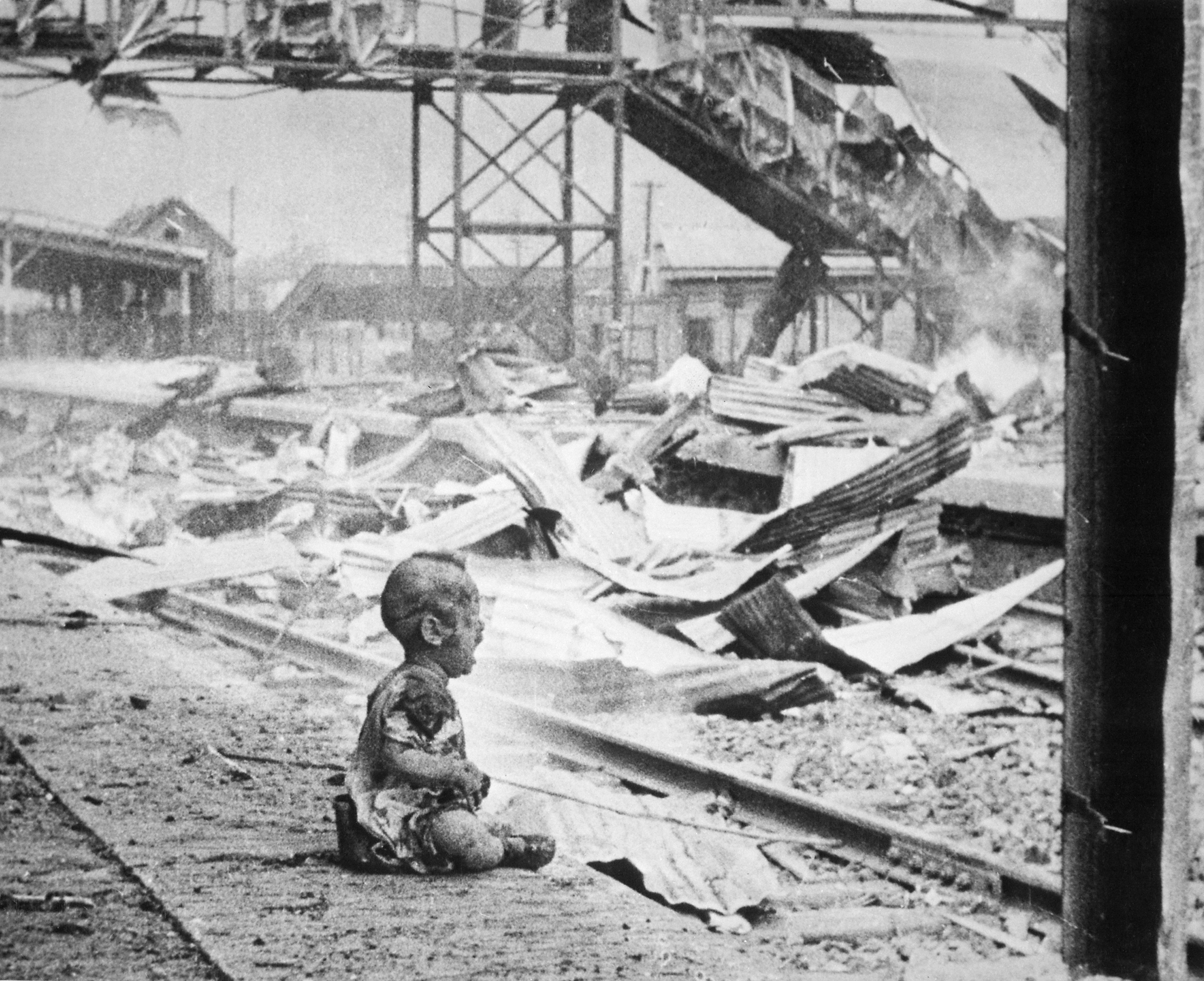
『LIFE』1937年10月4日号「1億3600万人が上海駅南のこの写真を見た」より

『LIFE』誌では、すでに8月の段階で日本を蔑視する記事が現れ始めていたが、上述の10月4日号の影響力の強さは深刻だった。エレノア・ルーズベルト大統領夫人による日本製品の不買運動やアメリカ国内で一気に対日強硬論が加速する原因を作ったことは、写真による宣伝戦略の重要性を認識させる契機になった。編集長の名取もまた、情報宣伝の重要性を再認識した。
東方社『FRONT』と比較しても、『NIPPON』は単に視覚のみではなく、活字も重視した雑誌だといえる。なお、アメリカのグラフ雑誌「LIFE」は、1936年創刊であり参考にしたという事実はないが、LIFEの編集長・クルト・コルフはウルシュタイン社の出身であり、名取洋之助と同時期に働いていたことからグラフ誌制作の根は同じといえる。

### 関連人物
制作にかかわった主な顔触れは、以下のとおり。
美術（グラフィックデザイン）では、山名文夫、河野鷹思、亀倉雄策、熊田五郎、高松甚二郎ら、写真では、土門拳、藤本四八、小柳次一、沼野謙、松田正志、森堯之、相沢敬一、梅本竹馬太、門奈次郎、長井秀雄、松下正夫。ブレーンとして大宅壮一、伊奈信男、長谷川如是閑、古谷綱武、谷川徹三らがいた。
なお、日本工房には所属していないが、NIPPONには、中山岩太、野島康三、堀野正雄、渡辺義雄、小石清、岡田紅陽、岡本東洋、紅谷吉之助、福原信三、金丸重嶺、木村伊兵衛、菊池俊吉、安河内治一郎、光墨弘、塚本閤治、大橋青湖、松山虔三、吉田潤、山川益男、濱谷浩、光吉夏弥、杉山吉良らの写真作品も掲載された。

## 主要な展覧会
- 『名取洋之助と日本工房展』福島県立美術館、2006年2月-3月